# コロッケそば

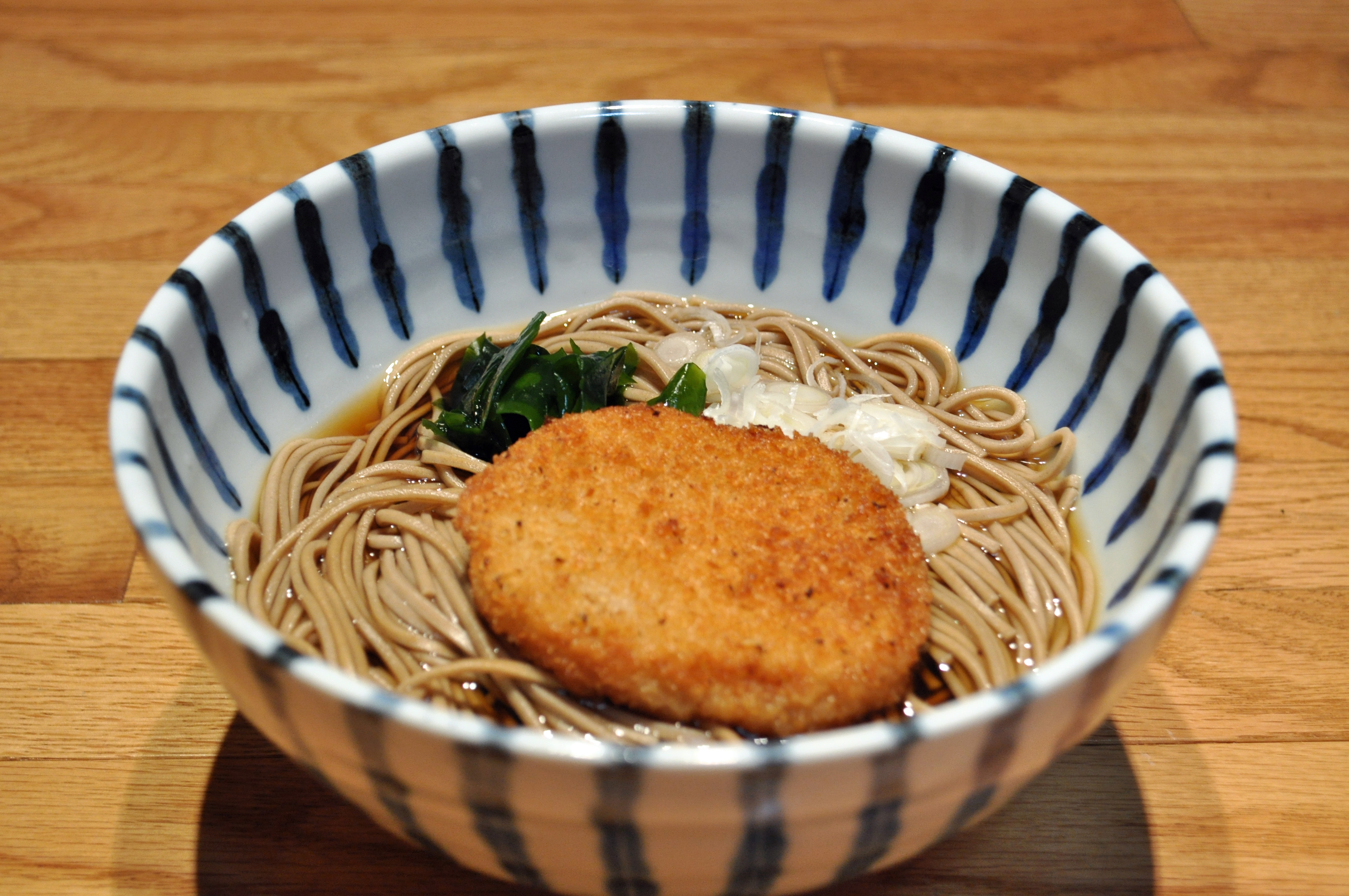
コロッケそば

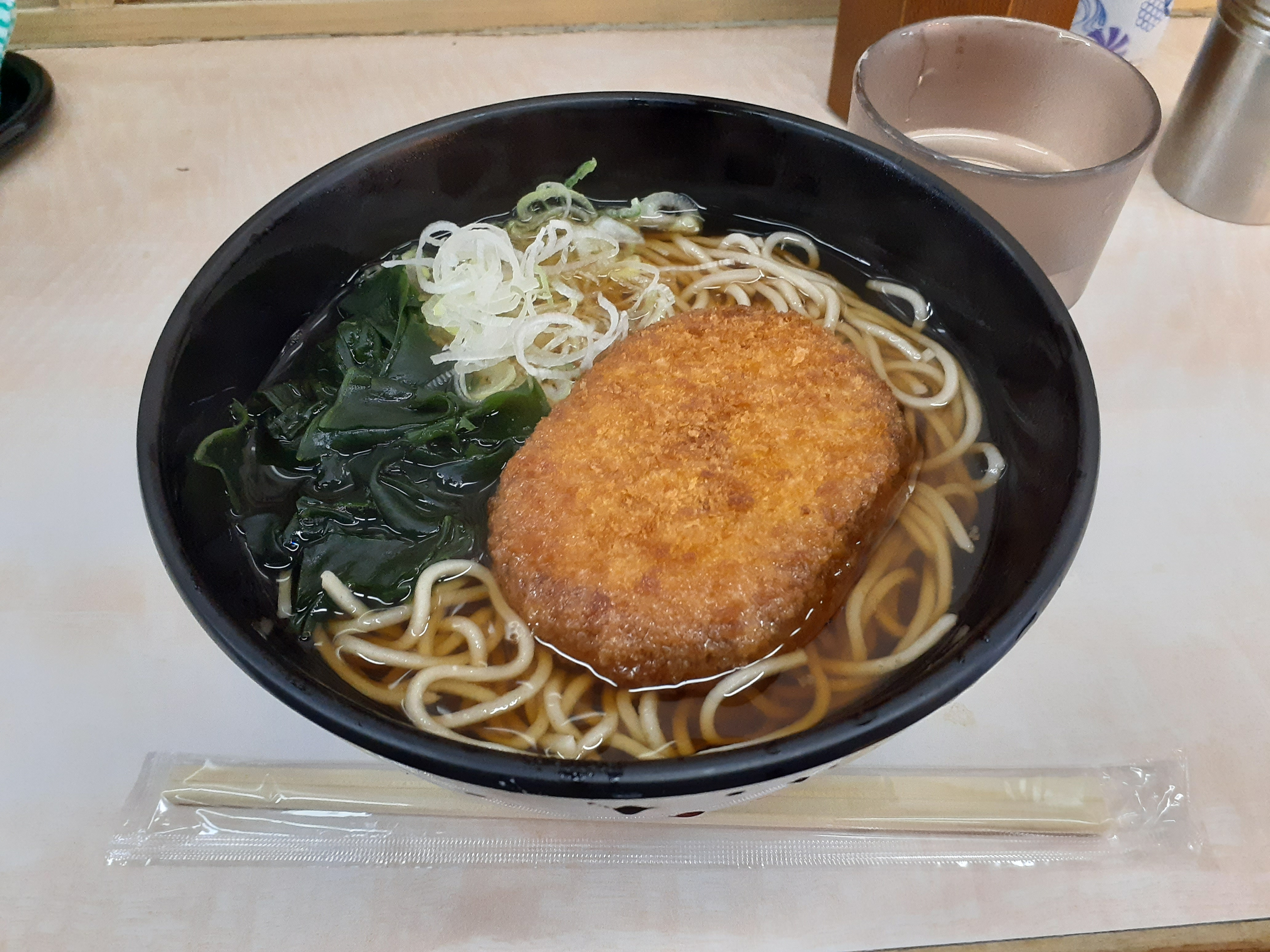
コロッケそば（箱根そば）

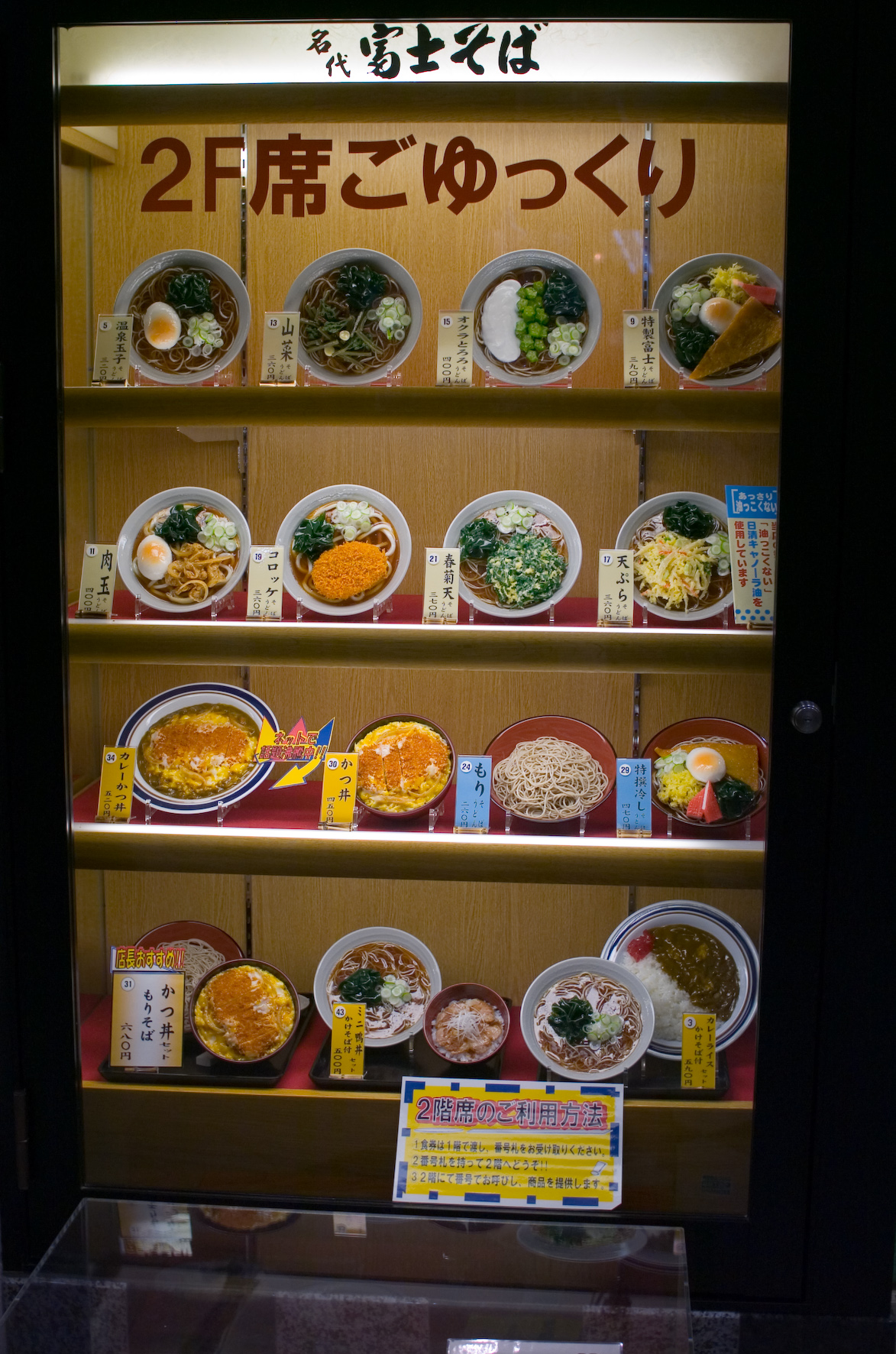
「名代富士そば」の食品サンプルケース。中央左上に「コロッケそば/うどん」がある（2006年撮影）

コロッケそば（コロッケ蕎麦）は、コロッケをトッピングしたそば。

## 概要
主に関東の立ち食いそば・駅そば・チェーンそば店で提供される、安価なメニューとして知られる。比較的マイナーな料理だが、一定数のファンがいる。
明確な定義や調理法は決まっていない。そばは温かいかけそば、コロッケはポテトコロッケを用いるのが一般的だが、ポテトコロッケでない場合や「冷やしコロッケそば」「コロッケうどん」も存在する。
食べ方も決まっておらず、汁が染みたコロッケを崩さないように食べる人もいれば、崩してポタージュのようにする人、半分は崩さず半分は崩す人もいる。別皿に移して食べる人もいる。
店側にも利点があり、コロッケは冷凍食品として広く普及していることや、コロッケは天ぷらなど他の揚げ物に比べ、作り置きしても味が落ちにくいことが挙げられる。精肉店がコロッケをラードで揚げるのに対し、そば屋は植物油で揚げており、それゆえそばに合うさっぱりしたコロッケになる、とも言われる。

## 歴史
コロッケそばの起源は定かでない。

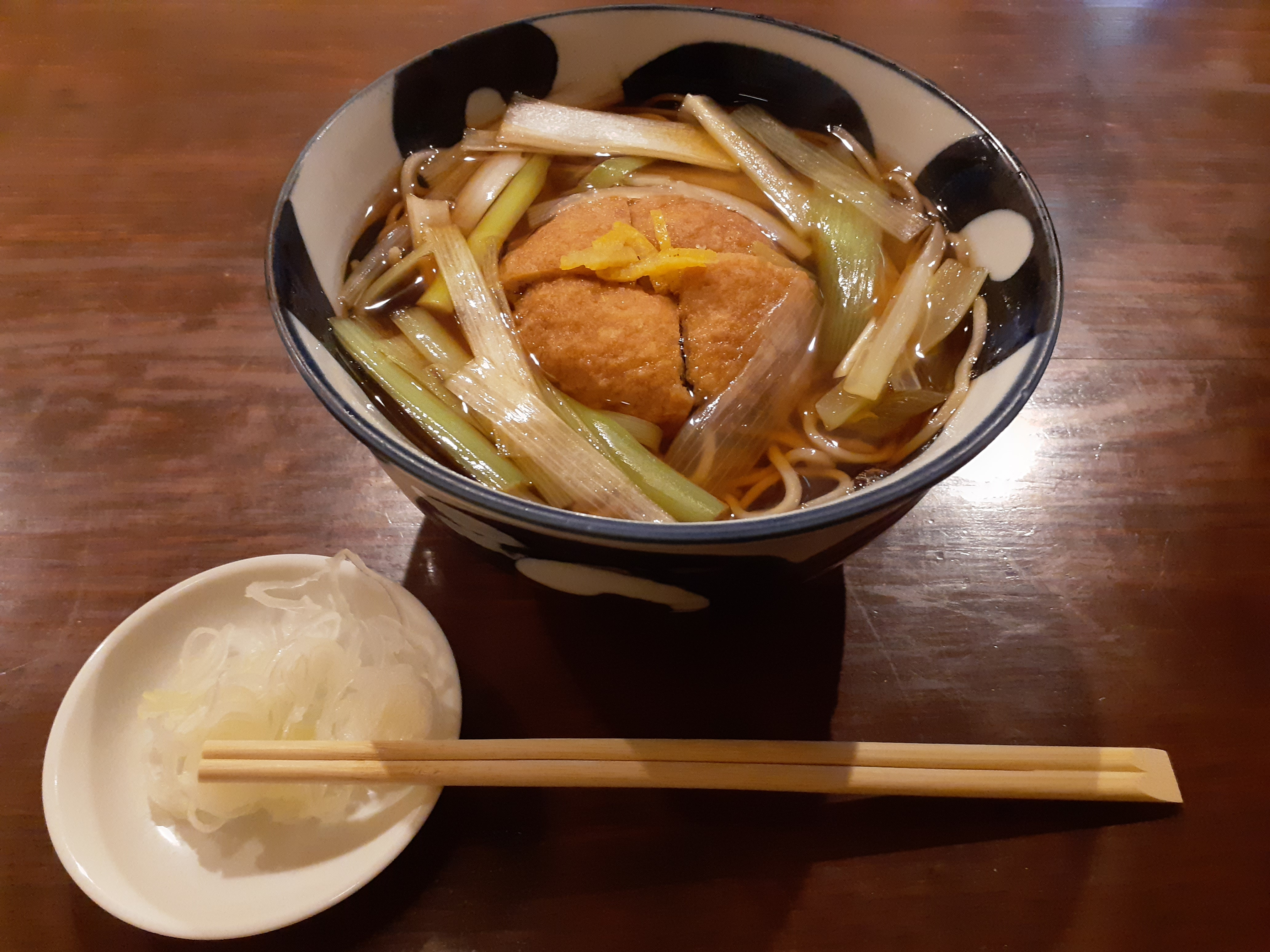
コロッケそば（銀座 そば所 よし田）

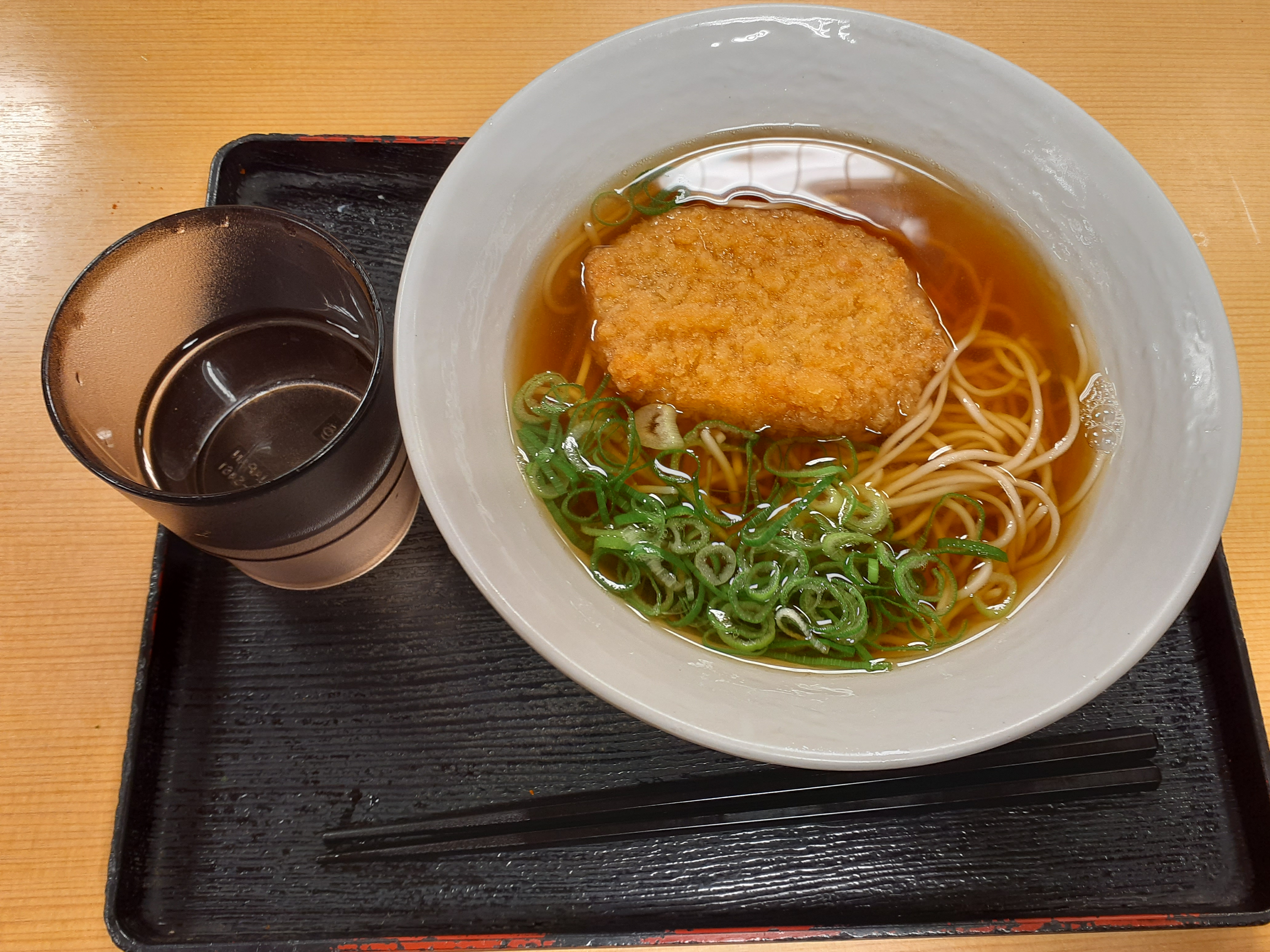
コロッケそば（大阪 潮屋 梅田店）

明治時代にはすでに存在していたが、当時はポテトコロッケでなく「鶏肉のつくねの素揚げ」（「揚げしんじょ」とも言われる）を乗せたそばを指していた。1898年（明治31年）雑誌『太陽』に掲載された斎藤緑雨の随筆『ひかえ帳』に最古の言及がある。そこで言及されている東京・日本橋浜町にあったそば屋「吉田」は、21世紀現在も銀座で「そば所 よし田」として続いており、当時のコロッケそばを食べることができる。
ポテトコロッケのそばは、1965年（昭和40年）創業の「箱根そば」が、遅くとも1972年（昭和47年）の下北沢店オープン時から提供しており、関東で普及するきっかけになったと言われる。「箱根そば」では伝統的にカレー味のポテトコロッケを用いている。
大阪・新梅田食道街にある「潮屋 梅田店」も、1969年（昭和44年）の創業以来、カレー味で提供している。しかし関西ではコロッケそば自体が普及しなかった。普及しなかった理由は、関西ではうどん文化が主流だったため、あるいはコロッケに合わない薄口の汁が主流だったため、とされる。
「箱根そば」や「潮屋 梅田店」が提供を開始した時期は、高度経済成長期の末期にあたり、冷凍技術が浸透し、屋台そばが駅そばに置き換わり、洋食の一般化が進んだ時期でもあった。
「名代富士そば」もコロッケそばを提供しており、2021年には「東京名物 コロッケそばを広めようの会」という広報企画を立ち上げている。
2011年、東洋水産がカップ麺「マルちゃん ほくほくのコロッケそば」を発売。2016年、HOKUOが「箱根そばコロッケパン」を発売。2023年、NewDaysが「蕎麦屋のコロッケそば風おにぎり」を発売。2024年、セブンイレブンがチルド食品のコロッケそばを発売した。

## 受容
落語家の柳家喬太郎は、コロッケそば好きが高じて、古典落語「時そば」の枕でコロッケそばについて語ることで知られる。このネタのしまいに喬太郎は擬人化されたコロッケたちを演じる。
1988年のアニメ『機動警察パトレイバー アーリーデイズ』第5話には、登場人物がコロッケそばを食べるシーンがある。2023年、「名代富士そば」が同作の35周年に合わせコラボ企画を開催。翌年も開催した。
YouTuber・エッセイストの酒村ゆっけは、「心が枯れそうなときに救ってくれたご飯」として、仕事終わりの深夜に食べた「名代富士そば」のコロッケそばを挙げている。
声優の大西亜玖璃は、好物の「名代富士そば」のコロッケそばやコロッケうどんを食べたことをSNSで度々発信しており、大西のファンが富士そばに来店することも増えたことに対し、富士そば公式ツイッターが感謝のツイートをした。